# Alf Schwarz

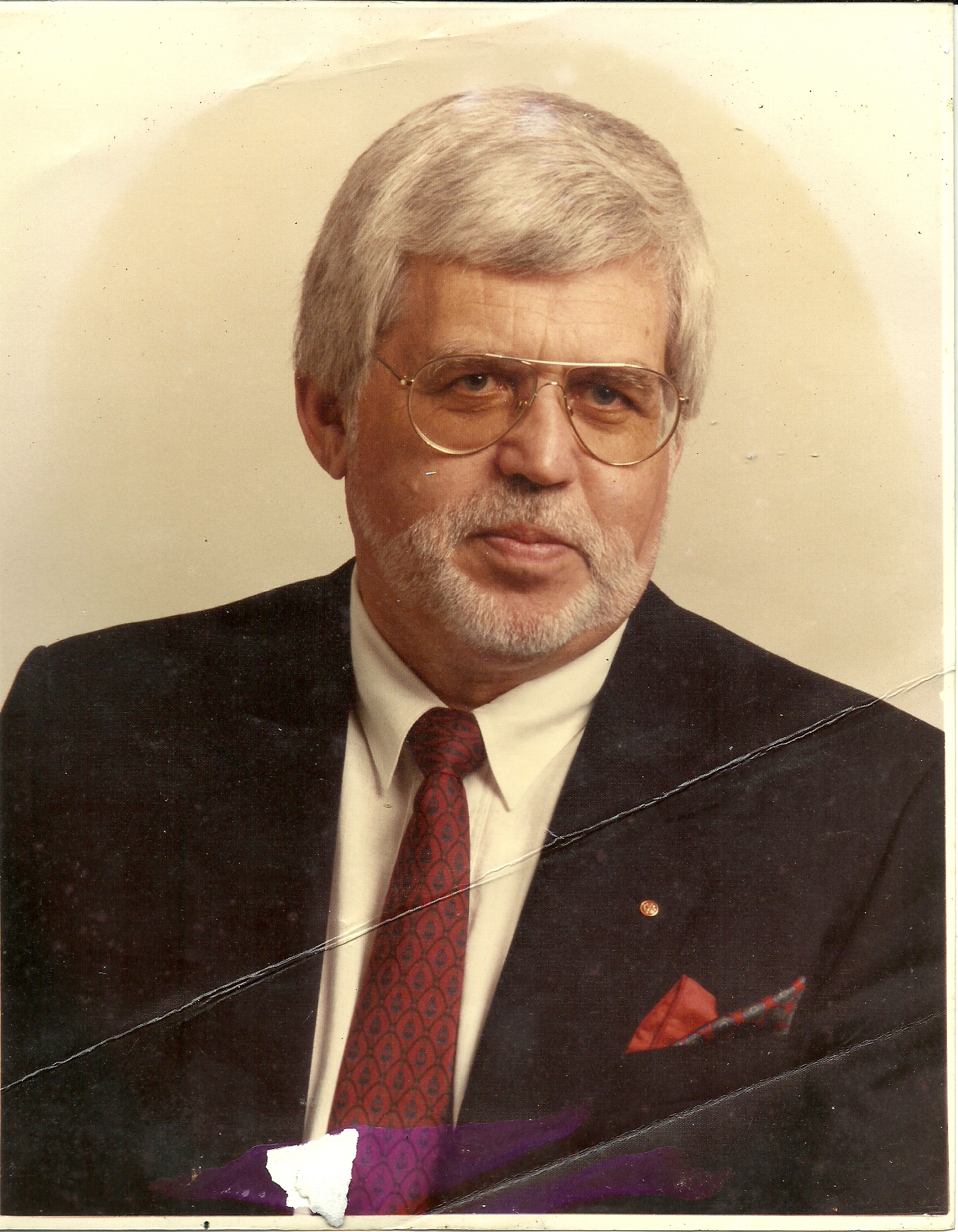
Alf Schwarz

Alf Schwarz (* 22. Mai 1935 in Biberach an der Riß, Deutsches Reich; † 3. August 2015 in Natal, Brasilien) war ein kanadischer Soziologe und Afrikaforscher, bekannt für seine Arbeiten über soziale Verwerfungen im postkolonialen Subsahara-Afrika.

## Leben
Nach seinem Studium an der Sorbonne (Paris) bei Georges Gurvitch, Raymond Aron, Pierre Bourdieu, Roger Bastide, Claude Lévi-Strauss, Georges Balandier und einem Forschungsauftrag an der Universität von Dakar (heute Universität Cheikh Anta Diop, Dakar, Senegal), begann er seine akademische Laufbahn im Jahre 1963 als wissenschaftlicher Mitarbeiter am Institut für ökonomische und soziale Forschung der Universität Lovanium (Kinshasa, RDC). Mit seiner Berufung zum Professor für Soziologie wechselte er im Jahre 1966 an die Universität Laval (Québec), wo er eines der ersten Programme für Afrikastudien in Kanada einrichtete. Als einer der Pioniere der Afrikastudien in Kanada spielte er eine maßgebliche Rolle bei der Gründung der Canadian Association of African Studies/Association canadienne des études africaines. Zwischen 1974 und 1982 leitete er im Auftrag dieser Vereinigung kanadischer Afrikanisten das Canadian Journal of African Studies/Revue canadienne des études africaines. Im Jahre 1998 verließ Professor Alf Schwarz seinen Lehrstuhl UNESCO/Laval für nachhaltige Entwicklung und nahm nach 33-jährigem Wirken an der Universität Laval seinen Abschied.

## Auszeichnungen
Professor Alf Schwarz war Ehrendoktor der Universität des Staates Rio Grande do Norte (Universidade do Estado do Rio Grande do Norte – UERN, Mossoró, Brasilien) und Ehrenmitglied der Fundação José Augusto (Natal, Brasilien).

## Bücher
- 1989, L’industrie de la sécheresse – le développement régional au Nordeste brésilien, CRAD, Université Laval, Québec, 385 p.[4]
- 1989, Raison d’État / raison paysanne: essai sur le développement rural, Collection essais, Publications du Laboratoire de recherches sociologiques, Université Laval, 125 p.
- 1986, Masse et individualité, in Jacques Zylberberg (ed.), La sociologie des masses, Klincksieck Méridiens, Paris
- 1983, Les dupes de la modernisation, Editions Nouvelle Optique, Montréal, 298 p.
- 1982, Le tiers-monde et sa modernité de seconde main, FJA, Natal, 354 p.[5]
- 1980, Le développement inégal au Zaïre: approche psycho-sociologique, in V.Y. Mudimbe (ed.), La dépendance de l’Afrique et les moyens d’y remédier, Berger-Levrault, Paris
- 1979, Colonialistes, africanistes et Africains, Editions Nouvelle Optique, Montréal 120 p.[6]
- 1979, Les faux prophètes de l’Afrique ou l’afr(eu)canisme, Les Presses de l’Université Laval, Quebec, 244 p.[7]
- 1975, Autopsie d’une aliénation: la jeunesse amérindienne du Nord canadien, in Elia Zureik et Robert M. Pike (eds.), Sozialization and Values in Canadien Society, Mc. Clelland and Stewart, Toronto, 1975, pp. 239-261